# 武夷新区
武夷新区是中国福建省南平市市政府所在地，截止2020年南平市政府已经正式入驻。核心区位于南林。
“六片”即崇安老城片区、武夷山度假区片区、兴田中心片区、将口片区、童游片区和建阳老城片区。“三城”指北部（崇安老城区和度假区）、中部（兴田和将口）、南部（童游和建阳老城区）三个城区。“一带”是指城市群沿崇阳溪和交通干线发展。
中部城区是武夷新区的重点建设区域，将成为闽北地区的重要交通枢纽，京台高速公路（G3）、宁上高速公路（G1514）、浦建高速公路（S0311）在这里交汇，合福客运专线南平市站是闽北最大的火车站，另外原规划中的浦梅铁路在这里与合福客运专线、峰福铁路交汇。